# Gerald Takawira
Gerald Takawira fue un escultor de Zimbabue, nacido el año 1964  en Nyanga (en) y fallecido en octubre de 2004. Hijo del famoso escultor John Takawira.

## Datos biográficos
Nacido en Nyanga, Gerald Takawira era el hijo del escultor John Takawira, y tuvo dos hermanos y una hermana.  Estudió en la escuela primaria local antes de completar su educación en Chiweshe en 1984.  
Desde que tenía 13 años, Takawira ayudó a su padre lijando sus esculturas, los dos hombres trabajaban juntos hasta la muerte de John en 1989. Desde entonces y hasta 1998 Gerald y su hermano trabajaron juntos en su granja del sur de Harare. En 1998 se convirtió en artista residente en el Parque de Esculturas Chapungu (en).
Takawira murió en octubre de 2004. 